# Cornufer vitianus
Espèce
Synonymes
- Hylodes vitianus Duméril, 1853
- Platymantis vitiana (Duméril, 1853)
- Platymantis vitianus (Duméril, 1853)
- Halophila heros Girard, 1853
- Platymantis unilineata Peters, 1869

Statut de conservation UICN

 NT  : Quasi menacé
Cornufer vitianus ou Grenouille terrestre des Fidji est une espèce d'amphibiens de la famille des Ceratobatrachidae.

## Répartition
Cette espèce est endémique des Fidji. Elle se rencontre dans les îles de Ovalau, de Gau, de Taveuni et de Viwa. Elle a disparu de Viti Levu, de Nanuya Levu et de Beqa.

## Description
Les mâles mesurent de 25 à 59,7 mm et les femelles de 48,8 à 110 mm. Cornufer vitianus pèse jusqu'à 100 g. Les individus les plus grands sont généralement brun foncé avec parfois des taches jaunes de chaque côté de la tête (à proximité des tympans). Les adultes plus petits et les juvéniles sont de coloration très variable (rouille, brun, vert, jaunâtre).

## Reproduction
La nidification est terrestre. Les femelles pondent de 50 à 60 œufs dans des nids recouverts de feuilles mortes. Le développement dure de 29 à 30 jours et, à l'éclosion, c'est une petite grenouille qui sort de l'œuf. Il n'y a pas de stade larvaire.

## Menace
Ces grenouilles ont été décimées par l'introduction de mangoustes dans les îles Fidji. 

## Publication originale
- Duméril, 1853 : Mémoire sur les Batraciens anoures de la famille des Hylaeformes ou Rainettes, comprenant la description d'un genre nouveau et de onze espèces nouvelles. Annales Des Sciences Naturelles, sér. 3, vol. 19, p. 135-179 (texte intégral).